# Ljungmalmätare
Ljungmalmätare (Eupithecia nanata) är en fjärilsart som beskrevs av Jacob Hübner 1809/13. Ljungmalmätare ingår i släktet Eupithecia och familjen mätare. Arten är reproducerande i Sverige. Inga underarter finns listade i Catalogue of Life.

## Bildgalleri

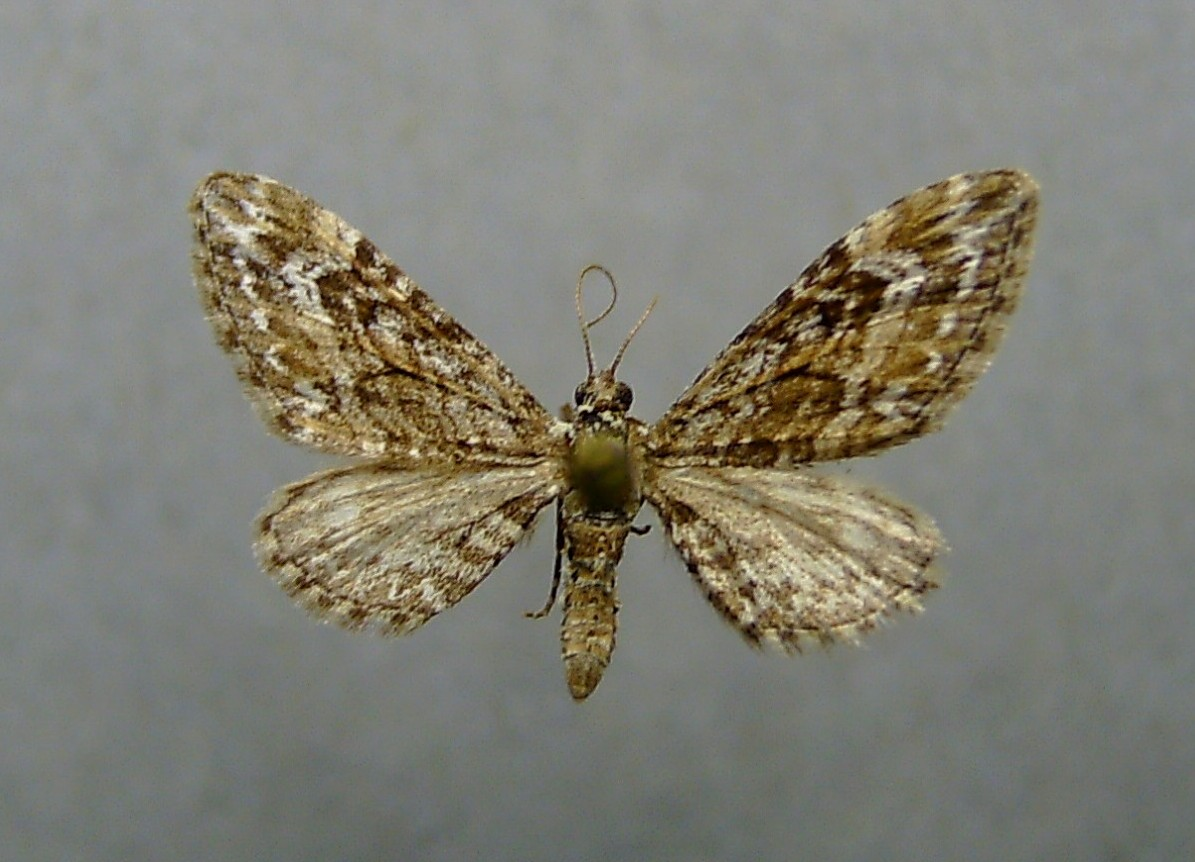
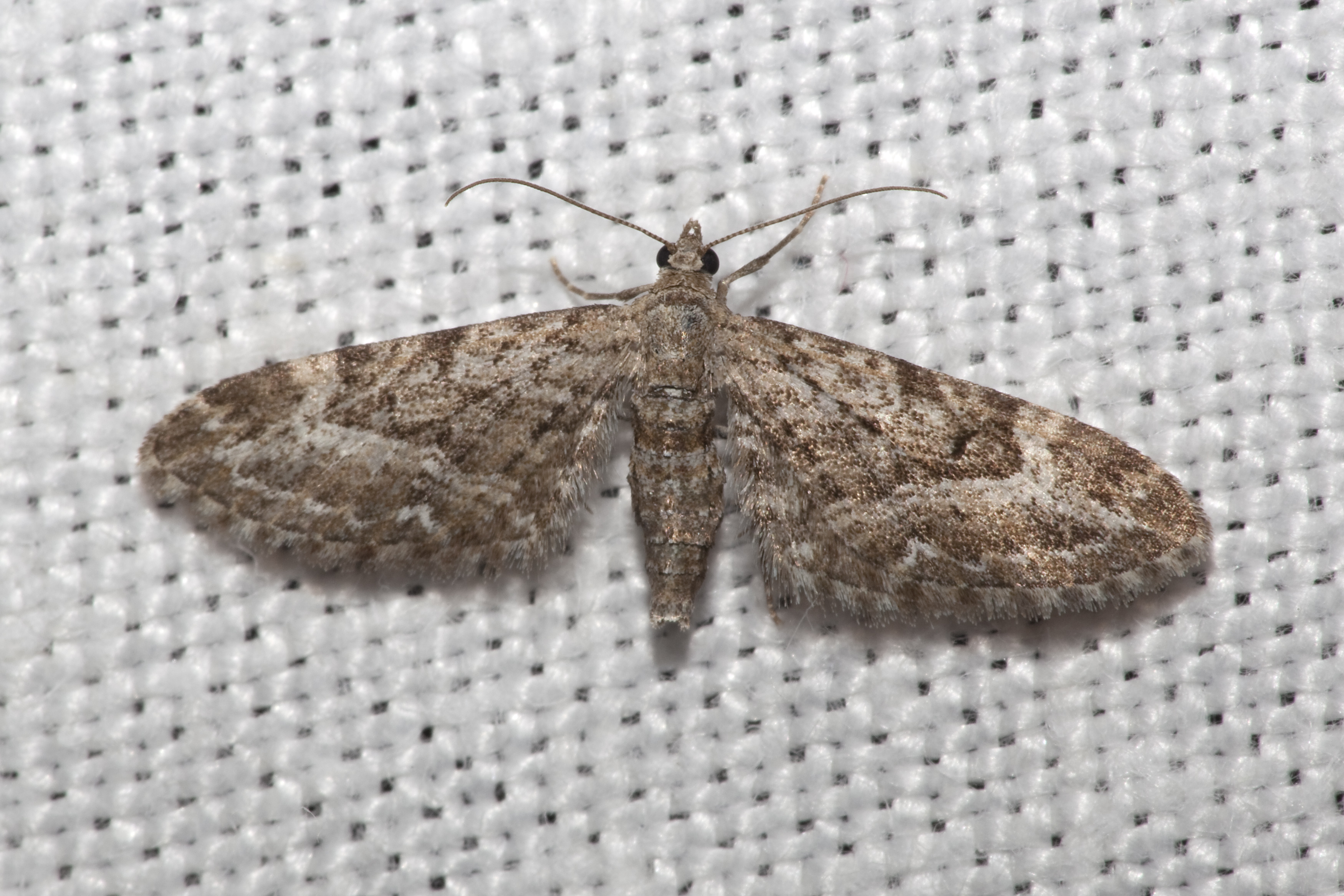
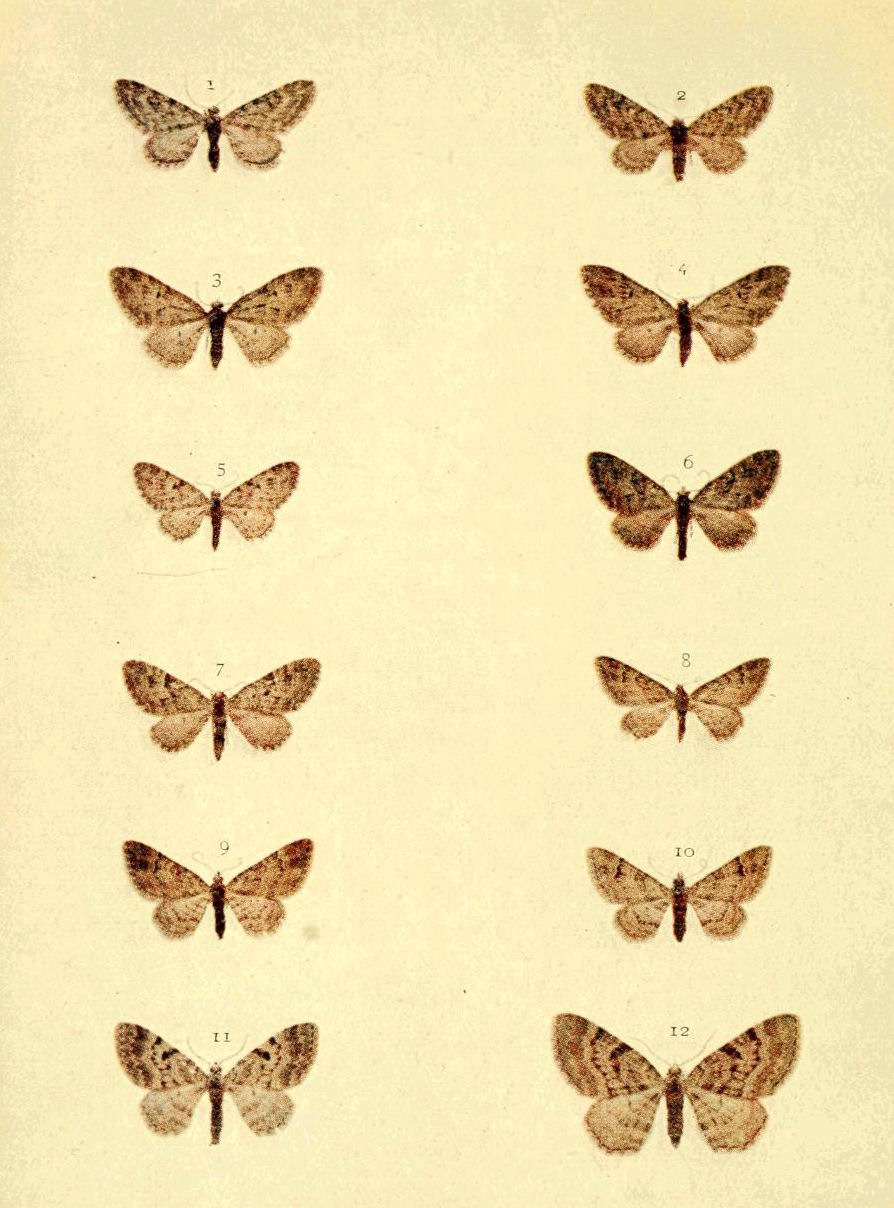